# Michel Oreste
Pour les articles homonymes, voir Oreste (homonymie) et Lafontant.
Michel Oreste-Lafontant dit Michel Oreste, né le 8 avril 1859 à Jacmel et mort le 28 octobre 1918 à New York, est un homme politique haïtien qui est président de la République d'Haïti du 4 mai 1913 au 27 janvier 1914.
Élu à la suite de deux présidences violemment interrompues (celle de Cincinnatus Leconte, tué en 1912 lors d'un attentat, et de Tancrède Auguste, décédé en fonctions quelques mois après son élection), Michel Oreste, soutenu par les conservateurs, ne cache pas son soutien aux commerçants allemands et mène une politique anti-américaine à la veille de la Première Guerre mondiale. Il démissionne après huit mois de présidence à la suite d'une crise politique, le 27 janvier 1914, laissant le pouvoir au Comité de salut public et à Edmond Polynice. Exilé, il finit ses jours à New York.

## Biographie
Michel Oreste est élu le 4 mai 1913 Président de la République par l'Assemblée nationale avec 72 voix contre 17 voix pour le sénateur Cauvin, 5 voix pour le géneral François Beaufossé Laroche et 1 voix pour le sénateur M. Morpeau, pour un mandat de sept ans, dans une période de trouble faisant suite à la mort du président Tancrède Auguste. Selon Oreste, le pays ne peut sortir de la crise que si le pouvoir législatif et exécutif appartiennent à une seule et unique personne pour diriger Haïti. Certains craignent alors une dictature. Oreste dut donc démissionner le 27 janvier 1914 sous la pression d'une insurrection. Il s'enfuit à bord du croiseur allemand SMS Vineta, puis du paquebot Prinz Eitel Friedrich en direction de la Colombie, où il se rend en exil. Il meurt d'urémie à New York. Après sa démission et son départ, un comité civilo-militaire a été chargé d'assurer l'ordre ; c'est le Comité de Salut Public dirigé par Edmond Polynice qui dura jusqu'au 8 février 1914 et l'élection de Oreste Zamor, ancien commandant militaire du département de l'Artibonite, qui triompha facilement de ses rivaux du Nord et se fit élire président par l'Assemblée nationale.